# MadCat Interactive Software
MadCat Interactive Software GmbH (kort: MadCat) is een Duits computerspelbedrijf. Het is bekend vanwege het strategiespel Heaven & Hell voor de PC uit 2003. Het spel was ook gepland voor de Xbox maar deze versie werd niet uitgebracht.